# Partzerpert
Partzerpert (castillo alto) también llamada Bartzerberd o Bartzerbert, fue una fortaleza que se encontraba en las montañas de Cilicia, a un día caminando al noroeste de la ciudad de Sis (actualmente Kozan), en un afluente del curso superior del río Píramo o Jihoun (ahora río Ceyhan).
El castillo era de gran importancia para la historia del Reino armenio de Cilicia.